# Lutas nos Jogos Pan-Americanos de 2023 - Greco-romana até 60 kg masculino
A categoria greco-romana até 60 kg masculino das lutas nos Jogos Pan-Americanos de 2023 foi disputada em 3 de novembro de 2023 no Centro de Treinamento Olímpico, em Ñuñoa. Um total de 9 lutadores, cada um representando um Comitê Olímpico Nacional (CON), participaram do evento.

## Medalhistas
| Ouro   | USA Ildar Hafizov                       |
| Prata  | CUB Kevin de Armas                      |
| Bronze | ECU Jeremy Peralta VEN Raiber Rodríguez |

## Resultados
A competição foi realizada em um único dia até a definição dos medalhistas:

### Fase eliminatória
|  | Oitavas de final     | Oitavas de final     | Oitavas de final |  |  | Quartas de final     | Quartas de final     | Quartas de final     |   |                    | Semifinal          | Semifinal         | Semifinal |  |  | Final | Final | Final |
|  |                      |                      |                  |  |  |                      |                      |                      |   |                    |                    |                   |           |  |  |       |       |       |
|  |                      |                      |                  |  |  |                      |                      |                      |   |                    |                    |                   |           |  |  |       |       |       |
|  |                      |                      |                  |  |  | DOM Yerony Liria     | DOM Yerony Liria     | 2                    |   |                    |                    |                   |           |  |  |       |       |       |
|  | ARG Samuel Mesropian | ARG Samuel Mesropian | 0                |  |  | ECU Jeremy Peralta   | ECU Jeremy Peralta   | 7                    |   |                    |                    |                   |           |  |  |       |       |       |
|  | ECU Jeremy Peralta   | ECU Jeremy Peralta   | 9                |  |  |                      |                      |                      |   | ECU Jeremy Peralta | ECU Jeremy Peralta | 0                 |           |  |  |       |       |       |
|  |                      |                      |                  |  |  |                      | USA Ildar Hafizov    | USA Ildar Hafizov    | 8 |                    |                    |                   |           |  |  |       |       |       |
|  |                      |                      |                  |  |  | USA Ildar Hafizov    | USA Ildar Hafizov    | WO                   |   |                    |                    |                   |           |  |  |       |       |       |
|  |                      |                      |                  |  |  | MEX Samuel Gurria    |                      |                      |   |                    |                    |                   |           |  |  |       |       |       |
|  |                      |                      |                  |  |  |                      |                      |                      |   |                    | USA Ildar Hafizov  | USA Ildar Hafizov | 7         |  |  |       |       |       |
|  |                      |                      |                  |  |  |                      | CUB Kevin de Armas   | CUB Kevin de Armas   | 5 |                    |                    |                   |           |  |  |       |       |       |
|  |                      |                      |                  |  |  | CUB Kevin de Armas   | CUB Kevin de Armas   | 8                    |   |                    |                    |                   |           |  |  |       |       |       |
|  |                      |                      |                  |  |  | CHI Cristóbal Torres | CHI Cristóbal Torres | 0                    |   |                    |                    |                   |           |  |  |       |       |       |
|  |                      |                      |                  |  |  |                      |                      |                      |   | CUB Kevin de Armas | CUB Kevin de Armas | 7                 |           |  |  |       |       |       |
|  |                      |                      |                  |  |  |                      | VEN Raiber Rodríguez | VEN Raiber Rodríguez | 1 |                    |                    |                   |           |  |  |       |       |       |
|  |                      |                      |                  |  |  | VEN Raiber Rodríguez | VEN Raiber Rodríguez | 7                    |   |                    |                    |                   |           |  |  |       |       |       |
|  |                      |                      |                  |  |  | COL Dicther Toro     | COL Dicther Toro     | 3                    |   |                    |                    |                   |           |  |  |       |       |       |
|  |                      |                      |                  |  |  |                      |                      |                      |   |                    |                    |                   |           |  |  |       |       |       |

### Repescagem
|  | Disputa pelo bronze |                    |    |
|  |                     |                    |    |
|  | MEX Samuel Gurria   |                    |    |
|  | ECU Jeremy Peralta  | ECU Jeremy Peralta | WO |

|  | Disputa pelo bronze  |                      |   |
|  |                      |                      |   |
|  | CHI Cristóbal Torres | CHI Cristóbal Torres | 1 |
|  | VEN Raiber Rodríguez | VEN Raiber Rodríguez | 7 |